# Залахтовье
Залахтовье — деревня в Гдовском районе Псковской области России. Входит в состав Спицинской волости Гдовского района.
Расположена на восточном побережье залива Лахта Чудского озера, в 2 км к югу от волостного центра Спицино и в 29 км к югу от Гдова.

## Население
| 2001 | 2002 | 2010 |
| ---- | ---- | ---- |
| 115  | ↗145 | ↘102 |

Численность населения деревни на 2010 год составляет 102 человека.

## История
У д. Залахтовье находится самый самый крупный могильник восточного побережья Чудского озера. Исследовался К. Д. Трофимовым, А. А. Спицыным, К. В. Кудряшовым, Н. В. Хвощинской. Здесь зафиксировано более 300 курганов, присутствуют и грунтовые  захоронения. Рядом располагалось синхронное поселение. Датировка погребений – от вт. пол. I тыс. н. э. до XII – XIII вв. Могильник и поселение в XI – XIII вв.  относятся к прибалтийско-финскому населению, вошедшему в состав древнерусской Новгородской земли.